# Лупіта Товар
Гваделупа Наталія «Лупіта» Товар (ісп. Guadalupe Natalia «Lupita» Tovar, 27 липня 1910, Оахака-де-Хуарес, Мексика — 12 листопада 2016, Лос-Анджелес, США) — мексиканська акторка.

## Біографія
Її кінокар'єра стартувала завдяки класику документального кіно Роберту Флаерті, який виявив її під час виступів в шкільних постановках в Мехіко. У 1929 році переїхала до Голлівуду, де серйозно зайнялася становленням своєї кар'єри — вона брала уроки гри на гітарі, іспанських танців і англійської мови.
Перший час працювала на радіо, а незабаром дебютувала на великому екрані у фільмі «Прихована жінка». Великого успіху досягла двома роками пізніше після ролі Єви в іспанській версії фільму жахів «Дракула» 1931 року з Карлосом Вілларіосом в головній ролі. Наступним великим успіхом стала головна роль в мексиканській кінокартині «Санта» в 1932 році, на хвилі популярності якої в Мексиці вийшла поштова марка із зображенням акторки.
У тому ж році одружилася з кінопродюсером Полом Конером — єврейським іммігрантом з Австро-Угорщини, який працював у той час в Голлівуді. У 1936 році народила дочку Сьюзан Конер, що стала як і мати, акторкою, а в 1939 році сина Панчо. Її онуки, Кріс і Пол Вайц, стали продюсерами, які брали участь у створенні таких фільмів, як «Американський пиріг», «Мураха Антц» і «Божевільний професор 2».
У 1945 році, після ще ряду ролей в Голлівуді, а також у себе на батьківщині, завершила свою кінокар'єру.

## Вибрана фільмографія
- 1930: Король джазу / King of Jazz — асистент Емсі (іспанська версія)
- 1930: Мертві / La Voluntad del muerto / The Will of the Dead Man — Аніта
- 1931: Дракула / Drácula — Єва
- 1931: На схід Борнео / East of Borneo — Ніл
- 1936: Загарбник / The Invader — Лупіта Мелез